# Hermann Rose (Mineraloge)
Peter Conrad Hermann Rose (* 18. September 1883 in Hoheneggelsen; † 24. März 1976 in Hamburg) war ein deutscher Mineraloge, Kristallograph sowie Hochschullehrer.

## Leben
Der aus Hoheneggelsen am Harz gebürtige Hermann Rose, Sohn des Landwirts Hermann Rose senior, widmete sich nach dem Abitur dem Studium der Mineralogie an den Universitäten Göttingen, Bonn und Berlin, das er 1909 mit dem Erwerb des akademischen Grades eines Dr. phil. abschloss. Er promovierte 1909 bei Geheimrat Johannes Otto Conrad Mügge in Göttingen mit einer Arbeit über Dispersion und Rotationsdispersion einiger natürlicher aktiver Kristalle. 
Hermann Rose trat in der Folge eine Assistenzstelle am Mineralogisch-Petrographischen Institut der Ruprecht-Karls-Universität Heidelberg an, 1912 wechselte er in derselben Funktion an das Mineralogisch-Petrographische Institut der Georg-August-Universität Göttingen. In den nächsten Jahren folgten wichtige Untersuchungsreihen über die optischen und kristallographischen Konstanten natürlicher und künstlicher Kristalle, die durch die Präzision ihrer Messungen und der Exaktheit und Sicherheit der Durchführung den jungen Forscher sofort über Deutschland hinaus bekannt machten. 
Hermann Rose, der dort, unterbrochen durch seinen Kriegsdienst im Ersten Weltkrieg, bis 1922 angestellt war, habilitierte sich 1921 als Privatdozent für Mineralogie und Petrographie mit einer grundlegenden Arbeit über optische und lichtelektrische Untersuchungen am Zinnober, nachdem im gleichen Jahr die zusammen mit Otto Mügge veröffentlichte wichtige Untersuchung über das Verhalten des rhombischen Schwefels bei hohen Drucken und Temperaturen erschienen war.
Im Anschluss folgte er einem Ruf als außerordentlicher Professor der Mineralogie und Petrographie an die Universität Hamburg. Dort wurde er 1926 zum ordentlichen Professor ernannt und gleichzeitig mit der Leitung des Mineralogisch-Petrographischen Instituts betraut. Es folgten Berufungen an die Universitäten Rostock und Tübingen, die er jedoch ablehnte.
Im Jahre 1952 erfolgte seine Emeritierung. Rose, dessen Forschungen die Kristallographie, Mineralogie, Gesteins- und Lagerstättenkunde sowie die Geochemie umspannten, wurde 1940 als korrespondierendes Mitglied in die Gesellschaft der Wissenschaften zu Göttingen (heute Akademie der Wissenschaften zu Göttingen) aufgenommen.
Rose trat im Zuge der Machtergreifung der Nationalsozialisten zum 1. Mai 1933 der NSDAP bei (Mitgliedsnummer 3.039.515). Im November 1933 unterzeichnete er das Bekenntnis der deutschen Professoren zu Adolf Hitler.
Hermann Rose war seit 1924 mit Ilse Neye verheiratet und hatte mit ihr eine Tochter und einen Sohn. Er verstarb 1976 im Alter von 92 Jahren in Hamburg.

## Ehrungen
- Seine Schüler stellten anlässlich seines 70. Geburtstags im Jahre 1953 eine ihm gewidmete Festschrift zusammen, die als Band 1 der Hamburger Beiträge zur angewandten Mineralogie und Kristallphysik (337 S., Gebr. Borntraeger, 1956) erschien.[1]
- Im Jahre 1972 wurde Rose zum Ehrenmitglied der Deutschen Mineralogischen Gesellschaft ernannt.
- Der Hamburger Professor für Mineralogie Jochen Schlüter sowie Dieter Pohl und Georg Gebhard beschrieben im Jahre 2011 ein neues Mineral aus der Tsumeb Mine bei Tsumeb, Region Oshikoto in Namibia und benannten es Rose zu Ehren als Hermannroseit.[4]

## Schriften
- Über Dispersion und Rotationsdispersion einiger natürlich-aktiver Kristalle, Dissertation, Druck von C. Grüninger, 1909
- Hermann Rose: Über die Dispersion des Zinnobers. In: Centralblatt für Mineralogie, Geologie und Paläontologie. Band 1912, 1912, S. 527–531.
- Hermann Rose: Optische und lichtelektrische Untersuchungen am Zinnober. In: Zeitschrift für Kristallographie. Band 56, 1921, S. 427–428.
- Hermann Rose, Otto Mügge: Einschlüsse kalkiger und kieseliger Gesteine im Basalt der Blauen Kuppe bei Eschwege. In: Centralblatt für Mineralogie, Geologie und Paläontologie. Band 1921, 1921, S. 97–102.
- Hermann Rose, Otto Mügge: Über das Verhalten des rhombischen Schwefels bei hohen Drucken und Temperaturen. In: Nachrichten von der Gesellschaft der Wissenschaften zu Göttingen, Mathematisch-Physikalische Klasse. Band 1923, Nr. 2, 1923, S. 105–107.
- Hermann Rose, O. E. Radczewski: Über den Unterschied der weißen und roten Plänerkalke von Söhlde bis Hildesheim. In: Neues Jahrbuch für Mineralogie, Monatshefte. Band 1949, Nr. 11–12, 1949, S. 261–265.
- Hermann Rose: Spurenelemente in Gesteinen des Harzes und des sächsischen Erzgebirges. In: Fortschritte der Mineralogie. Band 26, 1950, S. 105–117.
- Hermann Rose: Radioaktive Untersuchungsverfahren im  Metallerzbergbau. In: Techn. Mitt. Band 45, 1952, S. 81–89.
- Arthur Ehringhaus zum Gedächtnis, in: Zeiss-Werkzeitschrift, 1957